# Stadion im. Borysa Tropancia w Zorii
Stadion im. Borysa Tropancia – stadion piłkarski w Zorii, na Ukrainie. Obiekt może pomieścić 2500 widzów. Swoje spotkania rozgrywają na nim piłkarze klubu Bałkany Zoria, którzy w sezonie 2017/18 zadebiutowali w drugim poziomie rozgrywek piłkarskich na Ukrainie. W 2015 roku przed meczem Bałkanów z FK Dnipro w 1/16 Pucharu Ukrainy stadion przeszedł znaczącą rozbudowę w rekordowym tempie 23 dni.